# Innocència rebel
Innocència rebel (títol original: Lawn Dogs) és un pel·lícula britànica dirigida l'any 1997 per John Duigan, amb guió de Naomi Wallace. Encara que rodada a Louisville i Danville, a l'Estat de Kentucky, als Estats Units, Innocència rebel és un film britànic produït per Duncan Kenworthy. El film ha assolit nombrosos premis a festivals europeus. Ha estat doblada al català.

## Argument
La història d'una amistat entre un home que viu al marge de la societat i una noieta de 10 anys que procedeix d'una família acomodada. Aquesta amistat serà mal compresa pels residents del veïnat.
La història de la relació entre Devon, una noieta de deu anys, viva i massa astuta per la seva edat, i Trent, un jove proletari solitari que talla la gespa de la classe mitjana. Entre aquesta petita caputxeta vermella descarada i el seu amable llop salvatge es van teixir enllaços de confiança i d'amistat que veuen amb molt mal ull els habitants del poblet. Construïda al voltant d'un conte per la presència d'un relat narrat per Devon, hi ha una princesa, un llop, una tortuga, un castell (el poble es diu Camelot) i boscos encantats. No obstant això la realitat es dibuixa de manera molt clara, la princesa viu al mig de burgesos inflats d'importància, tancats en els seus búnquers de colors, que humilien els pobres nois que treballen per ells, tot transformant-los en clons obedients. La petita Devon, tocada de prop per la mort i mortificada d'avorriment en aquest món massa ensucrada, i un nen de cinc anys que treballa en petits furts. Les seves accions innocents tindran fosques repercussions.

## Repartiment
- Mischa Barton: Devon Stockard
- Sam Rockwell: Trent
- Christopher McDonald: Morton Stockard
- Kathleen Quinlan: Clare Stockard
- Miles Meehan: Billy
- Bruce McGill: Nash
- David Barry Gray: Brett
- Eric Mabius: Sean
- Angie Harmon: Pam
- José Orlando Araque: Mailman
- Beth Grant: mare de Trent
- Tom Aldredge: pare de Trent
- Odin the Dog: Tracker
- Tafeki the Dog: Tracker

## Rebuda
- Premis 
  - 1997: XXX Festival Internacional de Cinema Fantàstic de Catalunya: Millor actor (Sam Rockwell), guió
  - 1997: Festival Internacional de Cinema de Mont-real: Millor actor
- Crítica: "Poesia en imatges per a un relat convencional"[3]